# Saint-Bonnet-des-Quarts
 Saint-Bonnet-des-Quarts  es una población y comuna francesa, situada en la región de Ródano-Alpes, departamento de Loira, en el distrito de Roanne y cantón de La Pacaudière.

## Demografía
| 506 | 423 | 369 | 332 | 366 | 364 |
| Para los censos de 1962 a 1999 la población legal corresponde a la población sin duplicidades (Fuente: INSEE [Consultar]) |     |     |     |     |     |